# Silvius Magnago
Silvius Magnago (Meran, 5 de febrero de 1914-Bolzano, 25 de mayo de 2010) fue un político surtirolés. 

## Biografía
De padre italiano y madre alemana, en 1941 se graduó en derecho en la Universidad de Bolonia. Inicialmente se enroló en el ejército italiano, pero desertó para enrolarse en la Wehrmacht, donde fue herido en el Frente Oriental en 1943, perdiendo una pierna.
Fue uno dels fundadores del Partido Popular Sudtirolés (SVP) y de 1948 a 1952 fue vicealcalde de Bozen, después de las elecciones regionales de Trentino-Tirol del Sur de 1948 fue nombrado presidente del Consejo Autónomo del Tirol del Sur en 1948-1950, 1952-1954, 1956-1958. En 1957 fue escogido obmann del Partido Popular Sudtirolés, cargo que ocupó hasta 1991, y después de las elecciones regionales de Trentino-Tirol del Sur de 1960 fue escogido Presidente de la Provincia autónoma de Bolzano. Popularizó el lema Los von Trient (lejos de Trento) y dirigió la lucha autonomista de su partido que culminó con el Pacchetto de 1972, y formó parte de la Comisión de los Seis.
Después de haber dejado la faceta administrativa, fue nominado presidente honorario del SVP. Murió en Bolzano el 25 de mayo de 2010, a la edad de 96 años.